# Skibskiste
En skibskiste (også søkiste, på engelsk sea locker, locker seat, seaman’s chest) er i skibsterminologi en trækiste, ofte med fladt låg, hvori søfolk tidligere opbevarede deres personlige tøj om bord, senere blev kisten en del af inventaret i mandskabslukafet. Kasserne blev også brugt som bænkesæder og nogle af dem blev malet.
Navnet indgik 1960 i Knud H. Thomsens roman Den engelske skibskiste.